# Pseudidonauton admirabile
Pseudidonauton admirabile är en fjärilsart som beskrevs av Erich Martin Hering 1931. Pseudidonauton admirabile ingår i släktet Pseudidonauton och familjen snigelspinnare. Inga underarter finns listade i Catalogue of Life.